# Spirou (jeu vidéo)
 (octobre 2019).
Si vous disposez d'ouvrages ou d'articles de référence ou si vous connaissez des sites web de qualité traitant du thème abordé ici, merci de compléter l'article en donnant les références utiles à sa vérifiabilité et en les liant à la section « Notes et références ».
Pour les articles homonymes, voir Spirou.
Spirou est un jeu vidéo de plates-formes développé et édité par Infogrames, sorti en 1995 sur Super Nintendo, Mega Drive et MS-DOS. Le jeu est porté sur Game Boy par Bit Managers. Il est aussi converti en 1996 sous Windows par East Point Software. Une version Game Gear était prévue, mais abandonnée, bien qu'une version prototype avec le jeu complet complet ait été divulguée en ligne.
Il est basé sur l'univers de la bande dessinée Spirou et Fantasio, créé par Rob-Vel en 1938. Il présente l'aventure de Spirou essayant de sauver son ami kidnappé le comte de Champignac et d'empêcher son ennemi juré Cyanure d'asservir le monde par son armée de robots.

## Synopsis
En conférence à New York, le comte de Champignac présente ses dernières découvertes destinées à améliorer la vie humaine. Il est évident qu'avec un programme si humaniste, un malheur devait se produire et c'est ainsi que d'une façon brusque et surprenante, le vieil homme disparaît sous les yeux ébahis de ses amis Spirou et Fantasio. Cyanure, robot au féminin malfaisante et douée d'étranges pouvoirs sur les machines électriques dont le seul but est de régner-sur-la-Terre-avec-son-armée enlève le Comte. Spirou, n'écoutant que son courage, s'élance pour sauver son ami des griffes de Cyanure.

## Système de jeu
Spirou est un jeu de plates-formes où le joueur incarne le personnage au même nom. Il peut marcher, courir, sauter et se baisser. Afin d'atteindre certaines zones, il peut plonger et glisser sur le sol sur une certaine distance. En outre, il peut tirer avec un pistolet et nager dans les niveaux sous-marins.
Spirou possède une barre de santé qui lui permet de prendre six coups avant de perdre une vie. Si le joueur a des vies supplémentaires lorsqu'il perd une vie, le niveau redémarre complètement. S'il n'a plus de vies supplémentaires, le jeu est terminé. Une vie supplémentaire est gagnée en collectant 50 chapeaux Spirou, qui sont dispersés dans les quatorze niveaux. Ramasser un cœur remplit la barre de santé d'un point. En plongeant sous l'eau, Spirou ne peut retenir son souffle que pendant un certain temps. Le temps sous l'eau peut être prolongé en collectant des bouteilles d'oxygène.
Un système de mot de passe donne au joueur la possibilité de continuer à jouer au jeu. Cependant, il n'y a qu'un seul mot de passe valide qui redémarre toujours le joueur au milieu du jeu. Le jeu prend en charge trois niveaux de difficulté : facile, moyen et difficile. Il existe également une fonction de test sonore dans le jeu.

## Postérité
Le 28e épisode de l'émission Joueur du Grenier est consacré au jeu,.